# Enalcyonium rubicundum
Enalcyonium rubicundum is een eenoogkreeftjessoort uit de familie van de Lamippidae. De wetenschappelijke naam van de soort is voor het eerst geldig gepubliceerd in 1869 door Olsson.